# Doma United FC
Der Doma United Football Club ist ein 1994 gegründeter nigerianischer Fußballverein aus Gombe, der aktuell in der zweiten Liga, der Nigeria National League, spielt.

## Stadion
Der Verein trägt seine Heimspiele im Pantami Township Stadium in Gombe aus. Das Stadion hat ein Fassungsvermögen von 15.000 Personen.

## Spieler
Stand: 10. März 2023
| Nr. |         | Position | Name              |
| --- | ------- | -------- | ----------------- |
| 1   | Nigeria | AB       | Zalli Abdullahi   |
| 3   | Nigeria | AB       | Haruna Aliyu      |
| 4   | Nigeria | MF       | Isaac Nassy       |
| 5   | Nigeria | AB       | Maurice Chigozie  |
| 6   | Nigeria | AB       | Anthony Abawula   |
| 8   | Nigeria | ST       | Hillary Ekaw      |
| 9   | Nigeria | ST       | Charles Chibuikew |
| 10  | Nigeria | ST       | Musa Usman        |
| 11  | Nigeria | ST       | Khalid Ibrahim    |
| 12  | Nigeria | MF       | Clement Ogbobe    |
| 13  | Nigeria | MF       | Zakari Boyi       |
| 14  | Nigeria | MF       | Innocent John     |
| 15  | Nigeria | MF       | Samuel Enefiok    |
| 18  | Nigeria | ST       | Emmanuel Ogwuche  |
| 20  | Nigeria | ST       | Bidemi Owoku      |
| 22  | Nigeria | AB       | Saifullahi Yusuf  |

| Nr. |         | Position | Name             |
| --- | ------- | -------- | ---------------- |
| 23  | Nigeria | AB       | Zaidu Moh'd      |
| 24  | Nigeria | MF       | Andrew Majalisa  |
| 25  | Nigeria | MF       | Kabiru Moh'd     |
| 27  | Nigeria | MF       | Stephen Amos     |
| 29  | Nigeria | ST       | Success Simon    |
| 30  | Nigeria | ST       | Clement Ogwu     |
| 31  | Nigeria | MF       | Matthew Samuel   |
| 32  | Nigeria | AB       | Uzo Ezeobi       |
| 34  | Nigeria | TW       | Kingdom Osayi    |
| 35  | Nigeria | AB       | Adekunle Adeniyi |
| 39  | Nigeria | AB       | Theophilus Babas |
|     | Nigeria | ST       | Anthony Igoche   |
|     | Nigeria | AB       | Solomon Kantoma  |
|     | Nigeria | ST       | Usman Babalolo   |
|     | Nigeria | AB       | Akeem Balogun    |